# Aricera
Aricera ist ein Ort und eine ehemalige Gemeinde (Freguesia) im portugiesischen Kreis Armamar. In der Gemeinde lebten 142 Einwohner (Stand 30. Juni 2011).
Am 29. September 2013 wurden die Gemeinden Aricera und Goujoim zur neuen Gemeinde União das Freguesias de Aricera e Goujoim zusammengefasst. Aricera ist Sitz dieser neu gebildeten Gemeinde.